# Nombre normal
En matemàtiques, s'anomena nombre normal a aquell nombre real tal que en les seves xifres qualsevol patró de nombres finit hi apareix amb la freqüència limitadora esperada per una distribució uniforme discreta, independentment de la base en la que es representi el nombre. Aquest fet permet demostrar trivialment que qualsevol cadena d'enters apareixerà tantes vegades com es vulgui dins la representació del nombre. Els nombres normals són un subconjunt dels nombres irracionals. Si un nombre compleix aquesta propietat en la seva representació en una base b, s'anomena b-normal.
El concepte fou introduït pel matemàtic francés Émile Borel l'any 1909. Mitjançant el lema de Borel-Cantelli, va demostrar el teorema del nombre normal: quasi per tot nombre real, el nombre és normal. És a dir, el conjunt de nombres no normals té mesura zero. Aquest teorema estableix l'existència de nombres normals, però no és constructiu. El conjunt de nombres normals és, però, no numerable.

## Exemples
És molt difícil demostrar la normalitat d'un nombre. De fet, la majoria de nombres normals coneguts han estat construïts amb la finalitat de ser-ho. No se sap si pi, e o el logaritme de 2 són normals. Tampoc se sap si són b-normals per algun valor de b.
Són exemples de nombres 10-normals la desena Constant de Champernowne i la Constant de Copeland-Erdős. De fet, la b-èsima Constant de Champernowne és b-normal per construcció. Ara bé, encara no s'ha demostrat si la b-èsima Constant de Copeland-Erdős és b-normal per b diferent de 10.